# Takako Shirai
Takako Shirai (jap. 白井 貴子 Shirai Takako; ur. 18 lipca 1952 w Okayamie) – japońska siatkarka, mistrzyni świata z 1974 roku, srebrna medalistka Letnich Igrzyskach Olimpijskich w Monachium, złota medalistka Letnich Igrzyskach Olimpijskich w Montrealu.
Członkini amerykańskiej galerii sław siatkarskich – Volleyball Hall of Fame od 2000.